# Décès en octobre 2005
Décès
- 2001
- 2002
- 2003
- 2004
- 2005
- 2006
- 2007
- 2008
- 2009

Pour une information complémentaire, voir la page d'aide.

| Date       | Nom                       | Activités                                                                         | Âge      | Source |
| ---------- | ------------------------- | --------------------------------------------------------------------------------- | -------- | ------ |
| 2 octobre  | Claude Battistella        | Footballeur français.                                                             | 77       |        |
| 2 octobre  | Hamilton Camp             | Acteur britannico-américain.                                                      | 70       | (en)   |
| 2 octobre  | Pat Kelly                 | joueur de baseball américain                                                      | 61       |        |
| 2 octobre  | August Wilson             | écrivain américain                                                                | 60       |        |
| 3 octobre  | Ronnie Barker             | animateur de télévision britannique                                               | 76       |        |
| 3 octobre  | Guillaume Dustan          | écrivain français                                                                 | 40       |        |
| 3 octobre  | Francesco Scoglio         | entraîneur de football italien                                                    | 64       |        |
| 4 octobre  | Jean Cazeneuve            | sociologue français                                                               | 90       |        |
| 4 octobre  | John Falloon              | ancien ministre néo-zélandais                                                     | 63       |        |
| 4 octobre  | Mike Gibbins              | batteur gallois du groupe rock Badfinger                                          | 56       |        |
| 4 octobre  | Jeff Young                | joueur gallois de rugby à XV                                                      | 56       |        |
| 5 octobre  | Álvaro Domecq             | rejoneador espagnol                                                               | 88       |        |
| 7 octobre  | Charles Rocket            | acteur américain                                                                  | 56       |        |
| 9 octobre  | Serge Lancel              | archéologue français                                                              | 77       |        |
| 9 octobre  | Louis Nye                 | acteur américain                                                                  | 92       |        |
| 10 octobre | Milton Obote              | ancien président de l'Ouganda                                                     | 81       |        |
| 11 octobre | André Riou                | joueur et entraîneur de football français.                                        | 87       |        |
| 12 octobre | Robert Sidney Foster      | administrateur colonial britannique, puis gouverneur général des Fidji            | 92       |        |
| 12 octobre | Ghazi Kanaan              | Ministre de l'intérieur syrien                                                    | 63       |        |
| 13 octobre | Louis Polonia             | Footballeur français.                                                             | 70       |        |
| 14 octobre | Oleg Lundstrem            | jazzman russe                                                                     | 89       |        |
| 15 octobre | Jason Collier             | basketteur américain                                                              | 28       |        |
| 15 octobre | Mildred Shay              | actrice américaine                                                                | 94       |        |
| 17 octobre | Carlos Gomes              | footballeur portugais                                                             | 73       |        |
| 17 octobre | Jean Lescure              | écrivain français                                                                 | 93       |        |
| 17 octobre | Ba Jin 巴金               | écrivain chinois                                                                  | 100      |        |
| 18 octobre | William Evan Allan        | dernier vétéran australien de la Grande Guerre                                    | 107      |        |
| 18 octobre | Johnny Haynes             | footballeur anglais                                                               | 71       |        |
| 18 octobre | John Hollis               | acteur anglais                                                                    | 77       | (en)   |
| 18 octobre | Alexandre Iakovlev        | homme politique russe                                                             | 81       |        |
| 18 octobre | Mustapha Skandrani        | pianiste, interprète et compositeur de musique Chaâbi algérien et Arabo-Andalouse | 84       |        |
| 19 octobre | Corinne Côté-Lévesque     | épouse de René Lévesque                                                           | 61       |        |
| 19 octobre | Luis Adolfo Siles Salinas | ex-président du Bolivie (1969)                                                    | 80       |        |
| 20 octobre | Jean-Michel Folon         | peintre et dessinateur belge                                                      | 71       |        |
| 20 octobre | Shirley Horn              | chanteuse et pianiste de jazz américaine                                          | 71       |        |
| 20 octobre | Eva Švankmajerová         | artiste surréaliste tchécoslovaque puis tchèque                                   | 65       |        |
| 22 octobre | Arman                     | plasticien franco-américain                                                       | 76       |        |
| 23 octobre | François Heaulmé          | peintre expressionniste français de l'École de Paris                              | 78       |        |
| 23 octobre | William Hootkins          | acteur américain                                                                  | 58       |        |
| 24 octobre | José Azcona del Hoyo      | ex-président du Honduras (1986-1990)                                              | 78       |        |
| 24 octobre | Rosa Parks                | figure emblématique de la lutte contre la ségrégation raciale aux États-Unis      | 92       |        |
| 24 octobre | Françoise Vatel           | actrice française                                                                 | 67       |        |
| 25 octobre | Mario Cabanes             | footballeur espagnol                                                              | 91       | (es)   |
| 26 octobre | Jany Holt                 | actrice française                                                                 | 96       |        |
| 26 octobre | Pato Valdivia             | musicien, compositeur, poète et producteur artistique chilien                     | 50 ou 51 | (es)   |
| 27 octobre | Georges Guingouin         | compagnon de la Libération                                                        | 92       |        |
| 27 octobre | George Swindin            | footballeur anglais                                                               | 90       |        |
| 28 octobre | Serge Belloni             | peintre français d'origine italienne                                              | 80       |        |
| 28 octobre | Raymond Hains             | artiste plasticien français                                                       | 78       |        |
| 28 octobre | Alberto Ormaetxea         | footballeur espagnol                                                              | 66       |        |
| 28 octobre | Fernando Quejas           | chanteur capverdien                                                               | 83       |        |
| 28 octobre | Paul Reynard              | peintre, professeur de dessin et peinture français                                | 78       |        |
| 28 octobre | Richard Smalley           | chimiste américain, prix Nobel 1996                                               | 62       |        |
| 29 octobre | Lloyd Bochner             | acteur canadien                                                                   | 81       |        |
| 29 octobre | Al Lopez                  | baseballeur américain                                                             | 97       |        |
| 30 octobre | Gordon A. Craig           | historien anglo-américain                                                         | 91       |        |
| 30 octobre | Jean-Pierre Etcheverry    | joueur français de handball                                                       | 63       |        |
| 30 octobre | Tetsuo Hamuro             | nageur japonais                                                                   | 88       |        |